# Texaco Cup

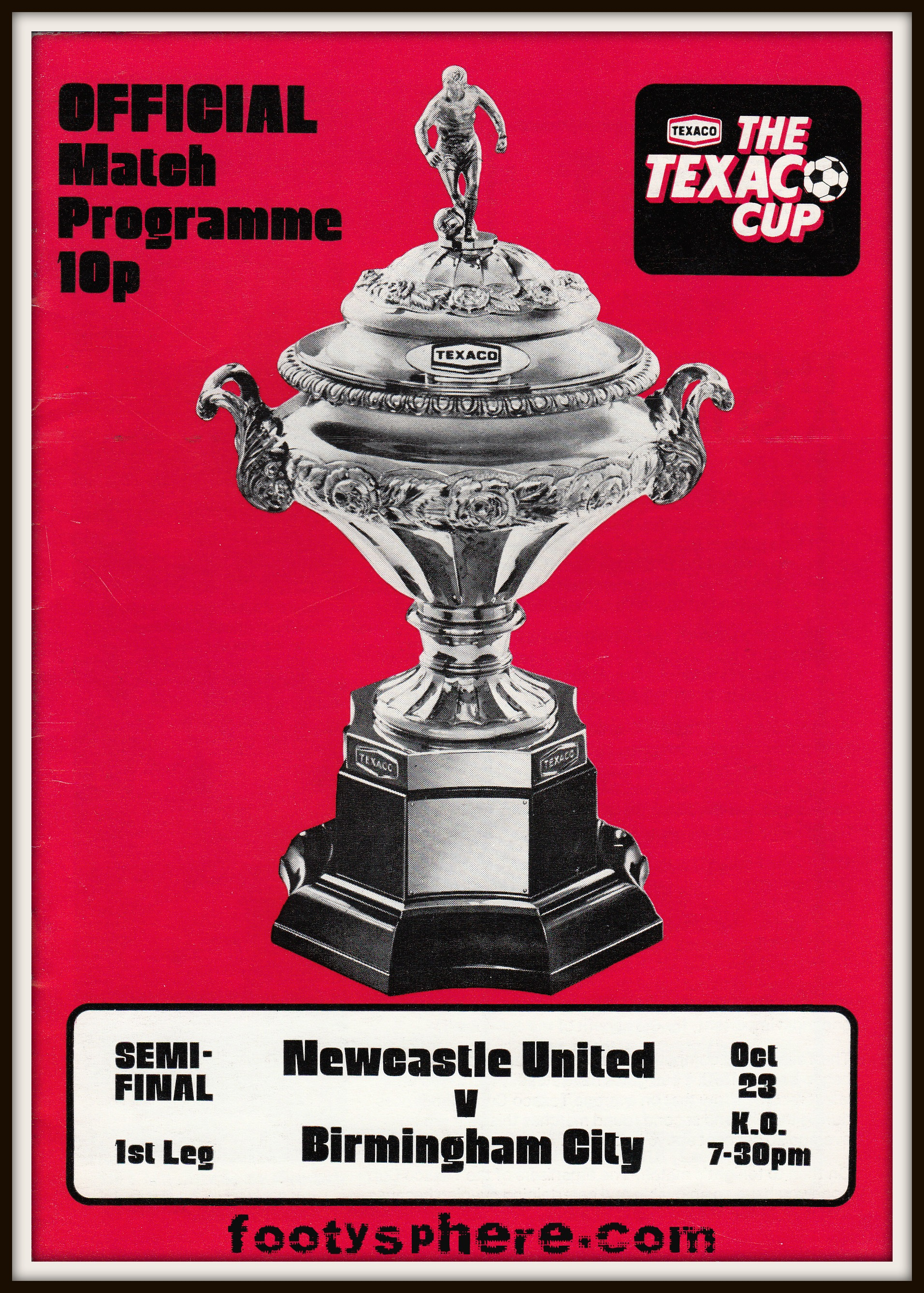
Programm für das Halbfinale des Texaco Cup 1974/75 zwischen Newcastle United und Birmingham City

Der Texaco Cup war ein Fußball-Pokalwettbewerb für britische und irische Fußballvereine, die sich nicht für einen europäischen Wettbewerb qualifiziert hatten. Die zu dieser Zeit auf dem britischen Markt sehr aktive US-amerikanische Mineralölgesellschaft Texaco trat als Sponsor und Namensgeber des Turniers auf.
In den ersten beiden Spielzeiten von 1970 bis 1972 war der Zuschauerzuspruch vergleichbar mit den „großen“ europäischen Vereinswettbewerben, dem Europapokal der Landesmeister, dem Europapokal der Pokalsieger und dem Messepokal (ab 1971: UEFA-Pokal). Vor allem die englisch-schottischen Duelle waren prestigeträchtig. Ab 1973 dominierte der englische Fußball hingegen diesen Wettbewerb deutlicher und so wurden rein englische Partien immer häufiger zur Regel. Diese wurden von dem Publikum als weniger attraktiv angesehen, was sich in geringerem Zuschauerzuspruch ausdrückte. Die irischen Vereine nahmen ab 1973 aufgrund zunehmender politischer Spannungen am ursprünglichen Turnier nicht mehr teil und gründeten einen separaten Wettbewerb, der ebenfalls unter der Schirmherrschaft von Texaco stattfand und Irish Texaco Cup hieß.
Mit dem Rückzug des Sponsoren Texaco im Jahr 1975 endeten beide Wettbewerbe. Der Anglo-Scottish Cup wurde zum Nachfolger und war bis 1981 Schauplatz weiterer schottisch-englischer Partien.

## Titelgewinner

### Endspiele des ursprünglichen Formats
| Saison  |                     |                         | Hinspiel  | Rückspiel | Gesamt    |
| ------- | ------------------- | ----------------------- | --------- | --------- | --------- |
| 1970/71 | Heart of Midlothian | Wolverhampton Wanderers | 1:3       | 1:0       | 2:3       |
| 1971/72 | FC Airdrieonians    | Derby County            | 0:0       | 1:2       | 1:2       |
| 1972/73 | Ipswich Town        | Norwich City            | 2:1       | 2:1       | 4:2       |
| 1973/74 | Newcastle United    | FC Burnley              | 2:1 n. V. | 2:1 n. V. | 2:1 n. V. |
| 1974/75 | FC Southampton      | Newcastle United        | 1:0       | 0:3 n. V. | 1:3       |

### Endspiele des irischen Ablegers
| Saison  | Sieger       | Finalgegner      | Ergebnis |
| ------- | ------------ | ---------------- | -------- |
| 1973/74 | Portadown FC | Bohemians Dublin | 5:3      |
| 1974/75 | Waterford FC | Linfield FC      | 1:0      |